# Alí Rabií

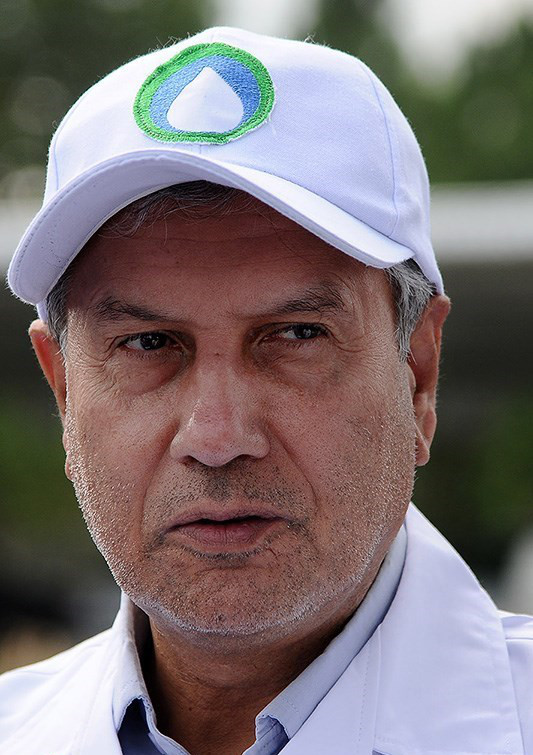

Alí Rabií (en persa: علی ربیعی‎; n. 6 de diciembre de 1955 en Teherán) es un político y sociólogo reformista iraní y ministro de Cooperativas, Trabajo y Bienestar Social de Irán.

## Trayectoria política
De origen humilde, Rabií ha sido tras la Revolución Islámica de 1979 responsable de la sección obrera del Partido de la República Islámica, comandante del Ejército de los Guardianes de la Revolución Islámica durante la guerra Irán-Irak, fundador de la Casa del Trabajador, secretario jurídico y parlamentario en el ministerio de Inteligencia entre 1987 y 1993, responsable ejecutivo del comité de difusión de la secretaría del Consejo Superior de Seguridad Nacional de Irán entre 1993 y 2005 y consejero de asuntos sociales del presidente Mohammad Jatamí entre 1997 y 2005. Rabií fue uno de los miembros principales del comité de campaña de Mir-Hosein Musaví en la elección presidencial de 2009. Tras la elección de Hasán Rouhaní como presidente de Irán en junio de 2013, fue propuesto como ministro y la Asamblea Consultiva Islámica aprobó su designación el 15 de agosto del mismo año.
Rabií es catedrático en la Universidad de Teherán e investigador en Sociología política y económica. Es profesor adjunto en la universidad a distancia Payam-e Nur. En años recientes, las actividades de Rabií se han centrado en la lucha contra la corrupción administrativa. Los ejes de su programa ministerial en el verano de 2013 fueron la lucha contra la corrupción y la generación de empleo.

## Producción académica escogida
- Rabií, Alí (1380 (2000-2001)). ج‍ام‍ع‍ه‌ش‍ن‍اس‍ی‌ ت‍ح‍ولات‌ ارزش‍ی‌: ن‍گ‍اه‍ی‌ ب‍ه‌ رف‍ت‍ارش‍ن‍اس‍ی‌ رأی‌ده‍ن‍دگ‍ان‌ در دوم‌ خ‍رداد ۱۳۷۶ («Sociología de las transformaciones de valores: una perspectiva sobre el estudio del comportamiento de los votantes el 2 de jordad de 1376/23 de mayo de 1997») (en persa). Teherán: Farhang va Andishé. p. 336. ISBN 964-5692-02-4.

- Rabií, Alí (1383 (2004-2005)). زن‍ده ب‍اد ف‍س‍اد: ج‍ام‍ع‍ه‌ش‍ن‍اس‍ی‌ س‍ی‍اس‍ی‌ ف‍س‍اد در دول‍ت‌ه‍ای‌ ج‍ه‍ان‌ س‍وم‌ («Viva la corrupción: Sociología política de la corrupción en los estados del Tercer Mundo») (en persa). Ministerio de Cultura y Guía Islámica de Irán. p. 207.

- Rabií, Alí (1383 (2004-2005)). مطالعات امنیت ملی (مقدمه‌ای بر نظریه‌های امنیت ملی در جهان سوم) («Estudios sobre seguridad nacional. Introducción a las teorías sobre la seguridad nacional en el Tercer Mundo») (en persa). Instituto Teherán. p. 464. ISBN 964-361-249-X.

- Rabií, Alí (1386 (2007-2008)). معمای دولت مدنی در جهان سوم  («El enigma del gobierno civil en el Tercer Mundo») (en persa). Teherán: موسسه تحقیقات و توسعه علوم انسانی  (Instituto de Estudios y Desarrollo de las Ciencias Humanas). p. 760. ISBN 978-964-8168-68-6.

- Rabií, Alí (1391 (2012-2013)). ارتقای مدیریت دانش با بهره‌گیری از فناوری اطلاعات («Potenciación de la gestión del conocimiento mediante el uso de las tecnologías de la comunicación») (en persa). Teherán: تیسا (Tisa). p. 303. ISBN 978-600-6662-61-9.

- Rabií, Alí (1391 (2012-2013)). مدیریت دانش، فرایندها، رویکردها («La gestión del conocimiento, procesos y enfoques») (en persa). Teherán: تیسا (Tisa). p. 431. ISBN 978-600-6662-43-5.